# عبد ال قادر
عبد ال قادر هو سياسي غياني، ولد في 1952، وتوفي في 28 يونيو 2018. نشط حزبياً في People's National Congress Reform ‏. وقد انتخب عضو الجمعية الوطنية في غيانا ‏.